# Karol Radoński
Karol Mieczysław Radoński (ur. 7 października 1883 w Kociałkowej Górce, zm. 15 marca 1951 we Włocławku) – polski biskup rzymskokatolicki, biskup pomocniczy poznański w latach 1927–1929, biskup diecezjalny włocławski w latach 1929–1951.

## Życiorys
Karol Radoński urodził się w Kociałkowej Górce koło Pobiedzisk w zaborze pruskim 7 października 1883 roku. Rodzice Seweryn herbu Jasieńczyk i Jadwiga z domu Kalkstein byli ziemianami. Ojciec uczestniczył w powstaniu styczniowym, brał udział w tworzeniu tzw. Komitetu Działyńskich oraz Towarzystwa Oświaty Ludowej. Dziadek ze strony ojca Tadeusz, był porucznikiem w powstaniu listopadowym.
Pierwsze nauki pobierał u prywatnych nauczycieli. W latach 1899–1903 uczęszczał do Gimnazjum św. Marii Magdaleny w Poznaniu. Studia odbywał kolejno na uniwersytetach w Heidelbergu, Berlinie i Monachium. W 1905 roku wstąpił do Seminarium Duchownego w Poznaniu.
Po odbytych studiach filozoficzno-teologicznych przyjął święcenia kapłańskie z rąk bp. Edwarda Likowskiego w Gnieźnie 14 lutego 1909 roku. Następnie był wikariuszem w parafiach w Czerniejewie oraz św. Jana Jerozolimskiego w Poznaniu. W latach 1911–1914 był drugim administratorem w kościele pojezuickim, gdzie prowadził duszpasterstwo młodzieży. Od 1914 roku był administratorem poznańskiej parafii katedralnej, penitencjarzem i kaznodzieją katedralnym. Po wybuchu I wojny światowej został kapelanem niemieckiego garnizonu wojskowego. W tym okresie wykradł z archiwum wojskowego ważne dla powstańców wielkopolskich dokumenty.
Po wojnie został ustanowiony notariuszem, a następnie sędzią sądu biskupiego. W latach 1912–1916 redagował czasopismo „Słowo Boże”, następnie w latach 1916–1918 pełnił funkcję redaktora naczelnego „Przewodnika Katolickiego”.
W 1921 został proboszczem na poznańskich Jeżycach w parafii św. Floriana.
8 kwietnia 1927 został prekonizowany biskupem pomocniczym archidiecezji poznańskiej i biskupem tytularnym Berissy. Sakrę biskupią przyjął 29 maja 1927 z rąk arcybiskupa Augusta Hlonda. Nominowany kanonikiem kapituły archikatedralnej i wikariuszem generalnym. Jako delegat prymasa m.in. wizytował polskie ośrodki duszpasterskie we Francji. 5 kwietnia 1929 został mianowany biskupem diecezjalnym diecezji włocławskiej.
Ingres do katedry we Włocławku odbył 20 maja 1929. Jako ordynariusz bp Radoński dokonał nowego podziału diecezji na 19 dekanatów, erygował osiem nowych parafii. Przed wybuchem II wojny światowej na terenie diecezji włocławskiej wzniesiono 68 nowych kościołów i kaplic. W diecezji zwołane zostały trzy kongresy eucharystyczne: w Kaliszu w 1931 roku, w Sieradzu w 1934 roku oraz w Liskowie w 1937 roku. Biskup Radoński reprezentował swoją diecezję na kongresach: w Kartaginie w 1930 roku, w Buenos Aires w 1934 roku i w Budapeszcie w 1938 roku. Dnia 8 września 1937 roku koronował obraz Matki Bożej w parafii w Charłupi Małej. Do wykonania koron biskup oddał rodzinne klejnoty.
W okresie przedwojennym biskup popierał działalność Akcji Katolickiej, Chrześcijańskich Związków Zawodowych i Chrześcijańskiego Uniwersytetu Robotniczego na terenie swojej diecezji. W 1932 roku utworzył Katolicki Związek Zrzeszeń, Instytucji i Zakładów Wychowawczych i Opiekuńczych Diecezji Włocławskiej „Caritas” oraz powołał Bratnią Pomoc Duchowieństwa Rzymskokatolickiego Diecezji Włocławskiej. Z jego inicjatywy w 1932 wzniesiono i oddano do użytku gmach Niższego Seminarium Duchownego. W 1933 powstało w diecezji z inspiracji biskupa czasopismo religijno-społeczne „Tygodnik Polski”. By zapewnić utrzymanie diecezjalnego seminarium duchownego zakupił w 1935 roku majątki Żydowo i Żydówek (przemianowane na Radonie i Jasieńczyk). W grudniu 1938 roku powołał Instytut Wyższej Kultury Religijnej.
W latach 1939–1945 przebywał na emigracji. Wyjechał z Włocławka 6 września 1939 roku. Granicę Polski przekroczył 16 września. Przez Rumunię dostał się na Węgry, gdzie rozpoczął organizację duszpasterstwa dla polskich uchodźców. W 1940 dostał się do brytyjskiej Palestyny, gdzie pracował dla żołnierzy Brygady Karpackiej oraz osiadłych w Palestynie rodaków. W 1942 roku wyjechał do Londynu, gdzie wytrwale organizował duszpasterstwo dla emigrantów i informował światową opinię publiczną o eksterminacji polskich Żydów oraz prześladowaniach Kościoła na terenie okupowanej Polski. Prezydent Władysław Raczkiewicz powołał go do Rady Narodowej jako przedstawiciela Episkopatu Polski. Za pośrednictwem Stolicy Apostolskiej interweniował u władz niemieckich w sprawie uwięzionego sufragana Michała Kozala.
Do diecezji powrócił 7 grudnia 1945 roku. Rozpoczął wizytacje parafii. Był przeciwnikiem wprowadzanego w Polsce komunizmu. Władze państwowe planowały jego aresztowanie i wytyczenie mu procesu. Zmarł we Włocławku 16 marca 1951 roku. Został pochowany we włocławskiej katedrze.
W 1937 prezydent RP Ignacy Mościcki nadał mu Krzyż Komandorski z Gwiazdą Orderu Odrodzenia Polski. W 1934 otrzymał brazylijski Order Krzyża Południa III klasy.